# Johannes Iversen
Johannes Iversen ( * 12 de diciembre de 1904 – 17 de octubre de 1971) fue un botánico, pteridólogo, paleólogo-ecólogo y ecólogo vegetal danés , que produjo un inmenso impacto con el análisis de polen como una disciplina.
Nace en Sønderborg y estudia Botánica en la Universidad de Copenhague en 1923, con el profesor C.H. Ostenfeld, recibiendo considerable inspiración del profesor emérito Christen Christiansen Raunkiaer. Trabaja con la vegetación macrófita de lagos en relación con el pH acuoso. Es evidente la influencia de Raunkiær particularmente en su tesis doctoral, donde divide las a herbáceas en hidrotipos sobre la base de experimentos morfológicos: xerófitas, mesófitas, higrófitas, telmatófitas, anfifitas y limnófitas. Además, describe a las halobiotipos (tolerantes a sal). Así su principal campo de investigación pasó a ser la paleoecología y la historia de la vegetación. Y comenzó a usar brillantemente equivalentes en la interpretación de los diagramas de polen, e.g. los ahora clásicos estudios de daño de helada sobre enredadera Hedera y Ilex durante los severos inviernos de principios de los 1940s le permitieron resolver el uso de polen fósil como indicadores de clima. Iversen demuestra los componentes esteparios y de tundra de la flora del periodo tardío glaciar.
Su quizás más conocida obra sea sobre la influencia del humano prehistórico sobre la vegetación. Iversen condujo experimentos con piedras fisurables cortantes y con agricultura de despeje y quema en bosques, estudiadno su regeneración.
Iversen fue geólogo estatal, del "Servicio Danés de Geología, y conferencista en análisis de polen en la Universidad de Copenhague. Recibió doctorados honorarios de la Universidad de Upsala y de la Universidad de Cambridge.

## Libros de texto sobre análisis de polen
- Fægri, Knut & Iversen, J. 1950. Text-book of modern pollen analysis. Ejnar Munksgaard, Copenhague. 168 pp.
- Fægri, Knut & Iversen, J. 1964. Textbook of pollen analysis, 2ª ed. Scandinavian University Books, Copenhagen. 237 pp.
- Fægri, K. & Iversen, J. 1975. 'Textbook of pollen analysis, 3ª ed. × Knut Fægri, Scandinavian University Books, Copenhague. 294 pp.
- Fægri, K. & Iversen, J. 1989. Textbook of pollen analysis. 4ª ed. × K Fægri, P E Kaland & K Krzywinski. John Wiley & Sons, Chichester. 328 pp.

## Obra de Johs. Iversen
- Iversen, J. 1928. Über Isoëtes in China und Japan. Dansk Botanisk Arkiv, 5 (23), 1-4
- Iversen, J. 1928. Über die Spezies-Umgrenzung und Variation der Isoëtes echinospora Durieu. Botanisk Tidsskrift, 40 (2), 126-131
- Iversen, J. 1929. Studien über die pH-Verhältnisse dänischer Gewässer und ihren Einfluss auf die Vegetación Hidrófita. Botanisk Tidsskrift, 40 (4), 277-333
  - Keywords: ecología vegetal
- Iversen, J. 1930. Isoëtes, En: Christensen, C., The pteridophytes of Madagascar. Dansk Botanisk Arkiv, 7, 200-201
- Gabrielsen, E.K. & Iversen, J. 1933. Die Vegetation der Halbinsel Skallingen. Botanisk Tidsskrift, 42 (4), 355-383
- Iversen, J. 1933. Studier over Vegetationen i Ringkøbing Fjord før Hvide Sande-Kanalens genåbning 1931 (with Engl. summ.). En: Johansen, A C & Blegvad, H (eds) Ringkøbing Fjords Naturhistorie i Brakvandsperioden 1915-1931
  - Keywords: plant ecología
- Iversen, J. 1934. Fund af Vildhest (Equus caballus) fra Overgangen mellem Sen- og Postglacialtid i Danmark. (Meddelelser fra Dansk Geologisk Forening, 8, 327-340). Danmarks Geologiske Undersøgelse IV.række, 2 (13), 1-16
- Iversen, J. 1934. Moorgeologische Untersuchungen auf Grönland. Ein Beitrag zur Beleuchtung der Ursachen des Unterganges der mittelalterlichen Nordmännerkultur. Meddelelser fra Dansk Geologisk Forening, 8, 341-358
  - Keywords: Asentamientos en Groenlandia Norse
- Iversen,J. 1936. Biologische Pflanzentypen als Hilfsmittel in der Vegetationsforschung. Ein Beitrag zur ökologischer Charakterisierung und Anordnung der Pflanzengesellshaften. Doctoral dissertation, Universidad de Copenhague. Levin & Munksgaard, København
  - Keywords: ecología vegetal
- Iversen, J. 1936. Sekundäres Pollen als Fehlerquelle. Eine Korrektionsmethode zur Pollenanalyse minerogener Sedimente. Danmarks Geologiske Undersøgelse IV.række, 2 (15), 1-24.
  - Keywords: análisis de polen
- Iversen, J. 1937. Pollenalalytiske Tidsbestemmelser af midtjydske mesolitiske Bopladser (Appendix til Th. Mathiassen: Gudenaa-Kulturen). Aarbøger for nordisk Oldkyndighed og Historie 1937, 182-186
- Iversen, J. 1937. Undersøgelser over Littorina transgressioner i Danmark. Meddelelser fra Dansk Geologisk Forening, 9, 223-232
  - Nominado como uno de los más significativas publicaciones del siglo XX en geología danesa. Es una de las más citadas publicaciones sobre cambios de baja amplitud del nivel del mar a corto plazo, y sus causas.
- Iversen, J. 1938. Et botanisk Vidne om Nordboernes Vinlandsrejser. Naturhistorisk Tidende, 2, 113-116
- Iversen, J. 1939. Planterester fremdragne i tre Høje i Haderslev Amt. En: Broholm, H C & Hald, M. Skrydstrupfundet: en sønderjysk Kvindegrav fra den ældre Bronzealder. Nordiske Fortidsminder, 3, 18-21
  - Keywords: macrofósiles vegetales, edad de Bronce, túmulos
- Iversen, J. 1940. Blütenbiologische Studien. I. Dimorphie und Monomorphie bei Armeria (resumen en inglés) Biologiske Meddelelser / Kongelige Danske Videnskabernes Selskab, 15 (8), 1-40
  - Keywords: palinología
- Iversen, J. 1941. Landnam i Danmarks Stenalder: En pollenanalytisk Undersøgelse over det første Landbrugs Indvirkning paa Vegetationsudviklingen (Dansk tekst 7-59, Engl. text 60-65). Danmarks Geologiske Undersøgelse II.række, 66, 1-68. (reimpreso 1964)
  - Keywords: paleoecología, historia de la agricultura
- Degerbøl, M. & Iversen, J. 1942. On a find of pez gato (Silurus glanus L.) from the Ancylos period in Denmark. Videnskabelige Meddelelser fra Dansk Naturhistorisk Forening, 105, 435-446
- Iversen, J. & Olsen, Sigurd. 1943. Die Verbreitung der Wasserpflanzen in Relation zur Chemie des Wassers. Botanisk Tidsskrift, 46, 136-145
  - Keywords: ecología vegetal
- Iversen, J. 1943. En pollenanalytisk Tidsfæstelse af Ferskvandlagene ved Nørre Lyngby. Meddelelser fra Dansk Geologisk Forening, 10, 130-151
  - Keywords: Weichseliano Tardío
- Iversen, J. 1943. Et Littorina profil ved Dybvad i Vendsyssel. Meddelelser fra Dansk Geologisk Forening, 10, 324-328
- Iversen, J. 1944. Viscum, Hedera & Ilex as climatic indicators. A contribution to the study of the Post-Glacial temperature climate. Geologiska Föreningens i Stockholm Förhandlingar, 66, 463-483
  - Keywords: paleoecología, ecología vegetal
- Iversen, J. 1944. Helianthemum som fossil Glacialplante i Danmark. Geologiska Föreningens i Stockholm Förhandlingar, 66, 774-776
  - Keywords: Weichseliano Tardío
- Degerbøl, M. & Iversen, J. 1945. The bison in Denmark. A zoological and geological investigation of the finds in Danish Pleistocene deposits. Danmarks Geologiske Undersøgelse II.række, 73, 1-62
- Iversen, J. 1946. Datering af en senglacial Boplads ved Bromme (Datación geológica del periodo glaciar posterior de Bromme). Aarbøger for nordisk Oldkyndighed og Historie 1946: 197-231
  - Keywords: Weichseliano Tardío
- Iversen, J. 1947. Plantevækst, Dyreliv og Klima i det senglaciale Danmark. Geologiska Föreningens i Stockholm Förhandlingar, 69, 67-78
  - Keywords: Weichseliano Tardío
- Iversen, J. 1947. Centaurea cyanus-pollen in Danish late-glacial deposits. Meddelelser fra Dansk Geologisk Forening, 11, 197-200
  - Keywords: Weichseliano Tardío
- Iversen, J. 1947. Senglacialens nivåförändingar och klimatutveckling (contribución a la discusión). En: Geologklubben vid Stockholms Högskola. Nordiskt kvartärgeologisk möte den 5-9 November 1945 [pp. 215-217, 252]. Geologiska Föreningens i Stockholm Förhandlingar, 69, 215-217
  - Keywords: Weichseliano Tardío
- Iversen, J. 1947. Pollenanalysens principer och tillämpning (contribución a la discusión). En: Geologklubben vid Stockholms Högskola. Nordiskt kvartärgeologisk möte den 5-9 de noviembre de 1945. Geologiska Föreningens i Stockholm Förhandlingar, 69, 241-242
- Iversen, J. 1948. Palaeobotany & pollen analysis. En: The humanities and the Sciences in Denmark during the Second World War. Ejnar Munksgaard, Copenhague, pp. 313-315
- Iversen, J. 1949. The influence of prehistoric man on vegetation. Danmarks Geologiske Undersøgelse IV.række, 3 (6), 1-25
  - Keywords: paleoecología, historia de la agricultura
- Iversen, J. 1949. Determinations of the specific gravity of the roots of swamp, meadow and dry-soil plants. Oikos, 1, 1-5. 
  - Keywords: ecología vegetal
- Iversen, J. & Troels-Smith, J. 1950. Pollenmorfologiske definitioner og typer. Danmarks Geologiske Undersøgelse IV.række, 3 (8), 1-54
  - Keywords: palinología
- Iversen, J. 1951. Steppeelementer i den senglaciale flora og fauna (resumen inglés) Meddelelser fra Dansk Geologisk Forening, 12, 174-175
  - Keywords: Weichseliano Tardío
- Iversen, J. 1952/53. Origin of the flora of Western Groenlandia in the light of pollen analysis. Oikos, 4, 85-103.
- Iversen, J. 1953. Datación por radiocarbono del periodo de oscilación de Allerød. Science, 118 (3053), 4-6
- Iversen, J. 1953. Origin and postglacial development of the flora of West Groenlandia in the light of pollen analysis. Proc. Seventh Internat.Bot. Congress Estocolmo, 12-20 de julio de 1950 (eds H. Osvald & E. Åberg), pp. 634-636
- Iversen, J. 1953. Identification of difficult pollen types by means of structural characters. Proc. Seventh Internat.Bot. Congress Estocolmo, 12-20 de julio de 1950 (eds H. Osvald & E. Åberg), pp. 873-874
  - Keywords: palinología
- Iversen, J. 1953. The zonation of the salt marsh vegetation of Skallingen in 1931-34 & in 1952. Geografisk Tidsskrift, 52, 113-118
- Iversen, J. 1954. The Late-Glacial flora of Denmark and its relation to climate and soil. Danmarks Geologiske Undersøgelse II.række, 80, 87-119
  - Keywords: Weichseliano Tardío
- Iversen, J. 1954. The late-glacial flora of South-Scandinavia and its recent relics. Huitième Congrès International de Botanique, Paris 1954, Comptes rendus des séances et rapports et communications déposés lors du congrès dans les sections 3,4,5 et 6 pp. 241-242
  - Keywords: Weichselian Tardío
- Iversen, J. 1954. Über die Korrelationen zwischen den Pflanzenarten in einem grönländischen Talgebiet. Vegetatio, 5-6, 238-246
- Iversen, J. 1956. Forest clearance in the edad de piedra. Scientific American, 194, 36-41
  - Traducción al alemán (1956) Neolitische Waldrodungen beleuchtet durch Pollenanalyse und Experiment. Mitteilungen der Naturforschender Gesellschaft Bern N.F., 13, 30-32
  - Traducción al francés (1960) Le défrichement da la forêt pendant l’age de pierre. Les Naturalistes Belges, 41, 53-64.
  - Keywords: paleoecología, historia de la agricultura
- Iversen, J. 1957. Istidsrelikter i Bornholms flora. En: Bornholms naturhistoriske Forening, udgivet i anledning af 25 års jubilæet pp. 35-37
  - Keywords: Weichseliano Tardío
- Iversen, J. 1954. Pollenanalytischer Nachweis des Reliktencharakters eines jütischen Linden-Mischwaldes. Veröffentlichungen des Geobotanischen Institutes Rübel in Zürich, 33, 137-144
- Iversen, J. 1958. The bearing of glacial and interglacial epochs on the formation and extinction of plant taxa. En: Hedberg, O. (ed.): Systematics of to-day. Proc. symposium held at the University of Uppsala in commemoration of the 250th anniversary of Carolus Linnaeus. Acta Universitatis Upsaliensis/Uppsala Universitets Årsskrift, 1958 (6), 210-215
  - Keywords: evolución
- Iversen, J. 1960. Problems of the early post-glacial forest development in Denmark. Danmarks Geologiske Undersøgelse IV.række, 4 (3), 1-32
  - Keywords: paleoecología
- Iversen, J. 1964. Retrogressive vegetational succession in the Post-glacial. Journal of Ecology, 52S, 59-70
  - Keywords: paleoecología
- Iversen, J. 1964. Plant indicators of climate, soil and other factors during the Cuaternario. INQUA VIth international Congress on the Quaternary, Varsovia 1961, 2, 421-428
- Iversen, J. & Fægri, Knut. 1965. Field techniques. En: Handbook of Paleontological Techniques, p. 482-494. San Francisco
- Iversen, J. & Fægri, Knut. 1966. Terminology in palynology. Pollen et Spores, 8, 345-445
- Iversen, J. 1969. Retrogressive development of a forest ecosystem demonstrated by pollen diagrams from a fossil mor. Oikos, 12S, 35-49
  - Keywords: paleoecología
- Iversen, J. 1973. The development of Denmark's nature since the last glacial. Danmarks Geologiske Undersøgelse V.række, 7C, 1-126
  - Keywords: paleoecología

- La abreviatura «Iversen» se emplea para indicar a Johannes Iversen como autoridad en la descripción y clasificación científica de los vegetales.[1]